# Framestore
Framestore CFC est une société d'effets visuels et de production britannique. Elle est née en 2001 de la fusion entre les sociétés Framestore et Computer Film Company.

## Filmographie

### Production
- 2008 : La légende de Despereaux

### Effets visuels

#### Cinéma
- 1999 : Bone Collector
- 2002 : Blade 2
- 2002 : Dirty Pretty Things, loin de chez eux
- 2002 : L'Homme de la Riviera
- 2002 : Leo
- 2002 : Harry Potter et la Chambre des secrets
- 2002 : Meurs un autre jour
- 2003 : The Actors
- 2003 : Play Rape
- 2003 : Bright Young Things
- 2003 : Lara Croft : Tomb Raider, le berceau de la vie
- 2003 : Love Actually
- 2003 : Underworld
- 2003 : Disparitions
- 2003 : Le Sourire de Mona Lisa
- 2003 : Retour à Cold Mountain
- 2004 : Ten Minute Movie
- 2004 : Troie
- 2004 : Harry Potter et le Prisonnier d'Azkaban
- 2004 : Thunderbirds
- 2004 : Alien vs. Predator
- 2004 : Délires d'amour
- 2004 : Beyond the Sea
- 2004 : Rochester, le dernier des libertins
- 2004 : Layer Cake
- 2005 : Sahara
- 2005 : Kingdom of Heaven
- 2005 : The Proposition
- 2005 : Charlie et la Chocolaterie
- 2005 : The Constant Gardener
- 2005 : Breakfast on Pluto
- 2005 : Goal! Naissance d'un prodige
- 2005 : Madame Henderson présente
- 2005 : Brothers of the Head
- 2005 : Doom
- 2005 : Nanny McPhee
- 2005 : Harry Potter et la Coupe de feu
- 2005 : Itchy Love
- 2005 : V pour Vendetta
- 2006 : Underworld 2 : Évolution
- 2006 : Basic Instinct 2
- 2006 : X-Men : L'Affrontement final
- 2006 : Superman Returns
- 2006 : The Queen
- 2006 : Les Fils de l'homme
- 2006 : Adjustment
- 2006 : Casino Royale
- 2007 : Le Goût du sang (Blood and Chocolate)
- 2007 : Goal! 2 : la Consécration
- 2007 : Back in Business
- 2007 : Hot Fuzz
- 2007 : Les Vacances de Mr. Bean
- 2007 : 28 Semaines plus tard
- 2007 : Harry Potter et l'Ordre du phénix
- 2007 : Underdog
- 2007 : À la croisée des mondes : la Boussole d'or
- 2008 : Le Monde de Narnia : Le Prince Caspian
- 2014 : Paddington de Paul King
- 2016 : Les Animaux fantastiques de David Yates
- 2017 : Paddington 2 de Paul King
- 2018 : Jean-Christophe et Winnie de Marc Forster
- 2022 : Slumberland de Francis Lawrence
- 2022 : Adam à travers le temps (The Adam Project) de Shawn Levy
- 2023 : Wonka de Paul King

#### Télévision
- 2002 : Dinotopia, mini-série
- 2002 : Sur la terre des dinosaures, série télévisée documentaire, épisodes spéciaux Land of Giants et The Giant Claw
- 2003 : Mon super-héros, série télévisée
- 2004 : Fur TV, téléfilm
- 2004 : The Last Dragon, téléfilm
- 2005 : Casanova, téléfilm
- 2006 : Prehistoric Park, série télévisée de docu-fiction
- 2007 : Nick Cutter et les Portes du temps, série télévisée